# Leioanthum bifalce
Leioanthum es un género monotípico de orquídeas. Ha sido separado del género Dendrobium. Su única especie: Leioanthum bifalce, es una pequeña orquídea epífita que se encuentra en climas cálidos, húmedos y costeros, o a la orilla de los ríos en las selvas tropicales, distribuyéndose en Molucas, Nueva Guinea, Islas Salomón, las pequeñas Islas de la Sonda, Archipiélago de Bismarck y Queensland en el (Norte de Australia). 

## Descripción
La planta cuenta con tallo, segmentado, engrosado en la parte superior, hojas elípticas y una corta inflorescencia cilíndrica, con pocas a muchas pequeñas flores carnosas, de color verde, amarillo y marrón.

## Taxonomía
Leioanthum bifalce  fue descrita por (Lindl.) M.A.Clem. & D.L.Jones  y publicado en Orchadian (Australasian native orchid society) 13: 490. 2002.
Leioanthum fue promovido a género desde Dendrobium Sw. (1799) secc. Latouria por M.A.Clem. & D.L.Jones (2002).
Etimología
Leioanthum: nombre genérico deriva de dos palabras griegas : leios (ronda) anthos (flores).
bifalcum: epíteto latino que significa "bi curvada".
Sinonimia
- Dendrobium bifalce Lindl., London J. Bot. 2: 237 (1843).
- Doritis bifalcis (Lindl.) Rchb.f., Hamburger Garten- Blumenzeitung 1860: 116 (1860).
- Callista bifalcis (Lindl.) Kuntze, Revis. Gen. Pl. 2: 654 (1891).
- Sayeria bifalcis (Lindl.) Rauschert, Feddes Repert. 94: 466 (1983).[3]